# Анрехте
Анрехте (њем. Anröchte) општина је у њемачкој савезној држави Северна Рајна-Вестфалија. Једно је од 14 општинских средишта округа Зоест. Према процјени из 2010. у општини је живјело 10.675 становника. Посједује регионалну шифру (AGS) 5974004, NUTS (DEA5B) и LOCODE (DE ARH) код.

## Географија
Анрехте се налази у савезној држави Северна Рајна-Вестфалија у округу Зоест. Општина се налази на надморској висини од 197 метара. Површина општине износи 73,8 km². У самом мјесту је, према процјени из 2010. године, живјело 10.675 становника. Просјечна густина становништва износи 145 становника/km².